# Maja e Popljuces
Maja e Popljuces (Maja e Popluqes, Maja Popluks) – szczyt w Górach Dynarskich. Leży w północnej Albanii, w okręgu Malësi e Madhe, blisko granicy z Czarnogórą. Należy do pasma Gór Północnoalbańskich.